# Солоні гриби
Солоні гриби — консервовані їстівні гриби, що зазнали молочнокислого бродіння під впливом кухонної солі, на відміну від маринованих грибів — приготовані без оцту. Солоні гриби мають особливий смак і аромат, мають сріблястий колір, вони слизькі та драглисті на вигляд. Для соління придатні пластинчасті гриби, найціннішими з яких вважаються грузді та рижики. Менш цінними солоними грибами вважаються підгрузді, білянки, вовнянки, сироїжки, валуї, свинушки, чорнушки й гладиші. У СРСР випускали солоні грузді та рижики 1-го та 2-го сортів.
Соління грибів на Русі відоме з давніх часів, коли придатні для соління гриби ще називалися «губами», а грибами іменувалися тільки ті, що мали капелюшок у вигляді горба, і їх, згідно з «Домострою», належало заготовляти сушінням. Солоними груздями та рижиками, «сирими та грітими», харчувався у Великий піст цар Олексій Михайлович. Заправлені олією або сметаною нарізані або тяпоні (рубані) солоні гриби з цибулею, часником або зеленню — традиційна закуска в російській кухні, рубані солоні гриби подають гарніром до млинців поряд з ікрою та солоним оселедцем. Грибну ікру  із солоних груздів і волнушек, за словами М. П. Осипова, не відрізнити від справжньої. Солоні гриби смажать, а також додають поряд із солоними огірками в картопляний салат  та солянку.
У соленні грибів застосовуються холодний та гарячий способи. При холодному способі очищені пластинчасті гриби з гірким молочним соком перед солінням вимочують протягом декількох днів у холодній воді, що часто змінюється, вимочені гриби втрачають їдкий смак, набухають і біліють. При гарячому способі соління гриби ошпарюють — поміщають на кілька хвилин у киплячий сольовий розчин. Оброблені холодним або гарячим способом гриби викладають у діжку капелюшками вниз, пересипають сухою сіллю і придавлюють вантажем, щоб вони осіли та виділили сік. На місце, що звільнилося в бочці, викладають свіжі гриби, пересипаючи сіллю. Заповнену діжку закупорюють і ставлять на зберігання. При засолюванні холодним способом гриби готові через 40-45 днів, при гарячому — через 25-30 днів.  Готові солоні гриби зберігають у холодному приміщенні, але не заморожують. Цвіль, що утворюється на солоних грибах, видаляють сухою чистою тканиною. Для тривалого зберігання солоні гриби перекладають з діжки в каструлю разом із розсолом, доводять до кипіння і стерилізують у скляних банках.
Біля Сухаревої вежі багато народу - Грибний ринок. У великих бочках, що стоять на санях, привезено до Москви з села і сіл гриби солоні: грузді, рижики, волвянки, білянки, валуї, опеньки. [...] А гриби мариновані - червоноголовки подосинові, березові, опеньки мариновані - окремо в банках. Клопочуть селяни, захоплюючи совками з бочок дари російські...
Рижики солоні-смолені, монастирські, закусочні... Боровички можайські! Архієрейські грузді, немає сопливіших!...